# Підводні човни проєкту 06704 «Чайка-Б»
| Підводні човни проєкту 06704 «Чайка-Б» | Підводні човни проєкту 06704 «Чайка-Б»                                 | Підводні човни проєкту 06704 «Чайка-Б»                                 |
| -------------------------------------- | ---------------------------------------------------------------------- | ---------------------------------------------------------------------- |
|                                        |                                                                        |                                                                        |
|                                        |                                                                        |                                                                        |
|                                        |                                                                        |                                                                        |
| Під прапором                           | СРСР                                                                   | СРСР                                                                   |
| Спуск на воду                          | липень 1973 р. (1 човен)                                               | липень 1973 р. (1 човен)                                               |
| Виведений зі складу флоту              | 30 травня 1998 р.                                                      | 30 травня 1998 р.                                                      |
| Проєкт                                 |                                                                        |                                                                        |
| Тип ПЧ                                 | Підводний човен атомний (багатоцільовий з ракетами крилатими)          | Підводний човен атомний (багатоцільовий з ракетами крилатими)          |
| Розробник проєкту                      | ЦКБ-112 «Червоне Сормово» ім. А. Жданова                               | ЦКБ-112 «Червоне Сормово» ім. А. Жданова                               |
| Головний конструктор                   | Воробйов В. П.                                                         | Воробйов В. П.                                                         |
| Класифікація НАТО                      | Charlie-II                                                             | Charlie-II                                                             |
| Основні характеристики                 |                                                                        |                                                                        |
| Швидкість (надводна)                   | 12-13 вузлів (13-25 км/год)                                            | 12-13 вузлів (13-25 км/год)                                            |
| Швидкість (підводна)                   | 25 вузлів (48 км/год)                                                  | 25 вузлів (48 км/год)                                                  |
| Робоча глибина занурення               | 250 м                                                                  | 250 м                                                                  |
| Гранична глибина занурення             | 300 м                                                                  | 300 м                                                                  |
| Автономність плавання                  | 60 діб                                                                 | 60 діб                                                                 |
| Екіпаж                                 | 84 осіб                                                                | 84 осіб                                                                |
| Розміри                                |                                                                        |                                                                        |
| Довжина найбільша (по КВЛ)             | 104,9 м                                                                | 104,9 м                                                                |
| Ширина корпусу найб.                   | 9,9 м                                                                  | 9,9 м                                                                  |
| Середня осадка (по КВЛ)                | 7,4 м                                                                  | 7,4 м                                                                  |
| Водотоннажність надводна               | 4310 т                                                                 | 4310 т                                                                 |
| Озброєння                              |                                                                        |                                                                        |
| Торпедно- мінне озброєння              | Носові: 6 ТА калібру 533- мм (12 торпед), 2 ТА калібру 406-мм (торпед) | Носові: 6 ТА калібру 533- мм (12 торпед), 2 ТА калібру 406-мм (торпед) |
| Ракетне озброєння                      | 24 ракети крилаті ПКР П-800 «Онікс» (SS-N-26 Strobile)                 | 24 ракети крилаті ПКР П-800 «Онікс» (SS-N-26 Strobile)                 |

Підводні човни проєкту 06704 «Чайка-Б» — тип експериментального атомного підводного човна (ПЧАРК) для випробовування крилатих ракет ПКР П-800 «Онікс» призначених для знищення авіанесучих груп кораблів і авіаносців. Передано флоту 1 човен цього проєкту — переобладнаний човен К-452 «Новгород Великий» проєкту 670M «Скат-М/Чайка».

## Історія
Човен К-452 був переобладнаний за проєктом 06704 «Чайка-Б» наприкінці 1970-их років. Випробовування нової ракети ПКР П-800 «Онікс» пройшли успішно. Назву «Новгород Великий» човен отримав 22 грудня 1987 року, за п'ять місяців до виведення зі складу флоту.

## Озброєння
В рамках переобладнання на човен були встановлено вісім контейнерів оснащених трьома надзвуковими ракетами ПКР П-800 «Онікс (Яхонт)», котрими планують озброїти човни четвертого покоління проєкту 885 «Ясень».
Протикорабельна ракета П-800 «Онікс» (англ. SS-N-26 Strobile):
- довжина 8,9 м,
- діаметр корпусу 0,7 м,
- розмах крил 1,7 м,
- стартова вага 3100 кг,
- вага (БЧ) бойової частини 250 кг,
- швидкість 2,6 М (750 м/с),
- дальність 40-300 км,
- система управління інерціальна і моноімпульсна,
- прийнята на озброєння в РФ.

## Представники
| Назва                    | Заводський номер | Закладений     | Спущений на воду | Прийнятий флотом | Виведений з Флоту |
| ------------------------ | ---------------- | -------------- | ---------------- | ---------------- | ----------------- |
| К-452 «Новгород Великий» |                  | 30 грудня 1972 | липень 1973      | 30 грудня 1973   | 30 квітня 1998    |